# Kolerafelkelés

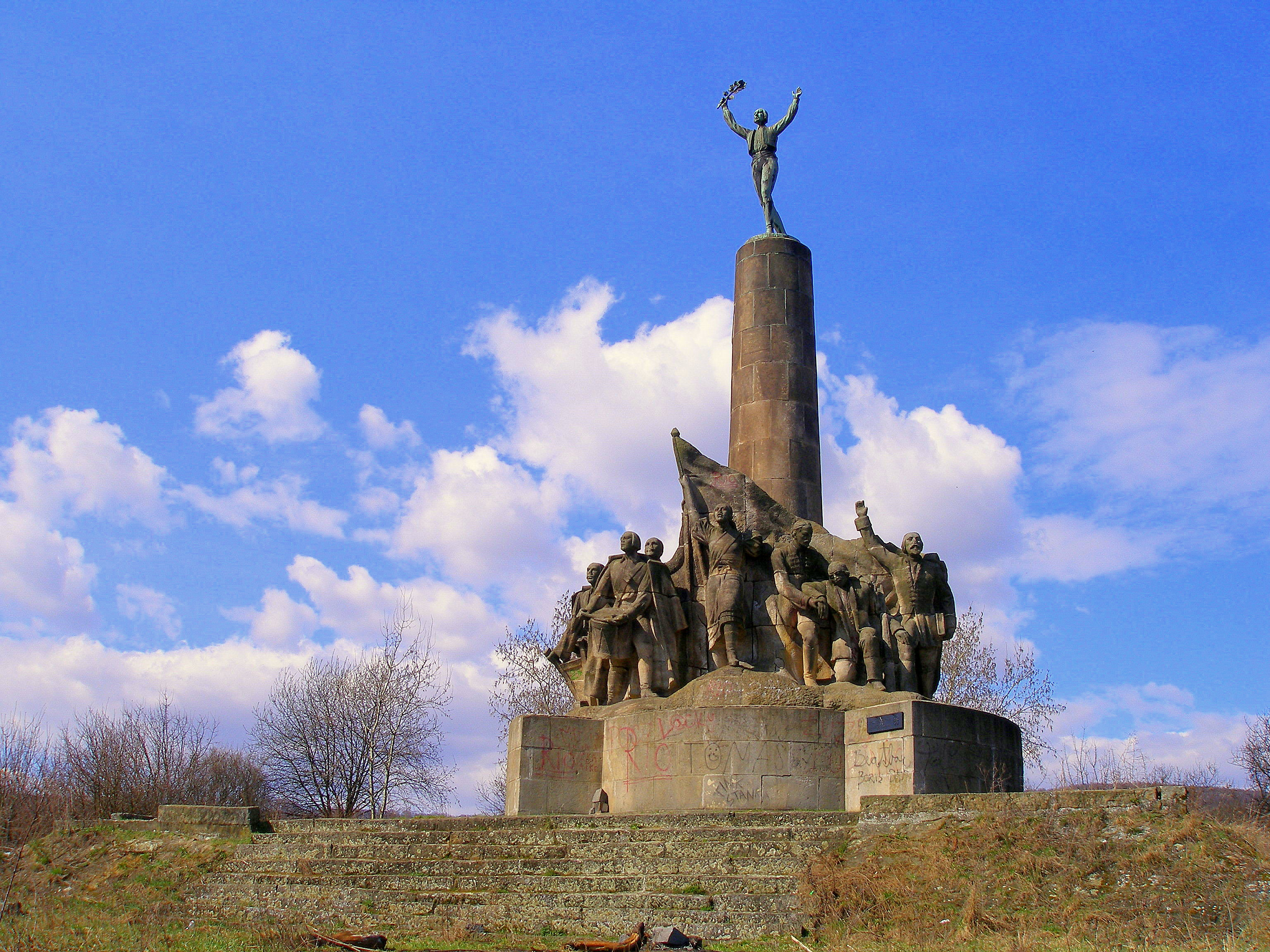
A kelet-szlovákiai parasztfelkelés emlékműve Eperjesenyickén

A kolerafelkelés vagy koleralázadás névvel szokás illetni azt a parasztfelkelést, amely 1831 nyarán robbant ki Magyarország északkeleti részén a Galícia irányából érkező kolerajárvány következtében. A szegény és elmaradott, zömmel szlovákok és ruszinok lakta vidéken a lázadó parasztok a kormány és a vármegyék tisztviselőit, földesurakat támadtak meg, végül a katonaság leverte a mozgalmat.

## Előzmények
A kolerajárvány 1817-ben ütötte fel a fejét Bengáliában, és az elkövetkező évtizedekben elért egészen Oroszországig. A novemberi felkelés leverésére érkező cári csapatok révén a Habsburg Birodalomhoz tartozó Galíciába is eljutott, mire a magyar hatóságok 1830 decemberében katonai kordont állítottak fel a határon, hogy megakadályozzák a betegség elterjedését. A határzárat három hónap múlva felbontották, ám túl korán: a kolera megjelent Magyarországon is, és a kordon 1831. májusi visszaállításával már nem lehetett megállítani. Ezt követően a fertőzött területeket is blokád alá vonták, a hatóságok – köztük a kolerabiztosi tisztséget viselő fiatal Kossuth Lajos – pedig különféle kezelési módokkal próbálkoztak, teljesen hiába. A körülbelül 465 000 megbetegedést okozó járványban mintegy 250 000 ember veszett oda, köztük a zempléni Széphalmon élő idős Kazinczy Ferenc, Fekete János, az ország tárnokmestere, Tittel Pál csillagász, a Gellért-hegyi obszervatórium igazgatója, valamint Veres Pálné édesanyja, Beniczky Pálné Sturmann Karolina (1787–1830) is.

## Feszültségek
Az egyébként is elmaradott, túlnépesedett és szegény északkeleti megyék – Sáros, Zemplén és Szepes – lakóit különösen súlyosan érintették a kormányzati intézkedések, hiszen jelentős részük idénymunkából tartotta fenn magát, a kordon miatt azonban ezúttal nem juthattak el megszokott alföldi munkahelyeikre. Ez, a zárlat okozta élelmiszerhiány és a kormány látványos, ám teljesen hatástalan egészségügyi intézkedései (kútfertőtlenítés, bizmutpor gyógyszerként való felhasználása) annak az elképzelésnek az elterjedéséhez vezettek, hogy a kormányzat és a földesurak valójában nem védelmezni akarják őket, hanem nagyszabású mérgezési hadműveletet indítottak ellenük. Ehhez társult az a szláv paraszti körökben elterjedt vélemény is, hogy a hadsereg egészségügyi célú összevonásai a határokon valójában a „jó cár”, I. Miklós lengyel földön állomásozó, felszabadító csapatainak visszatartására irányulnak. (A kortársak feltételezését, miszerint orosz ügynökök izgatása állt volna a háttérben, nem sikerült igazolni.)

## A felkelés
Az első zavargások Budán és Pesten robbantak ki július 17-én, de ezeket a karhatalom még aznap leverte. Végül a hónap végén kezdődött maga a felkelés, és augusztus első három hetében három hullámban terjedt el Sáros, Zemplén, Szepes, illetve Gömör és Kis-Hont, valamint Abaúj vármegye szegényparasztsága és paraszti sorban élő kisnemessége körében. A becslések szerint mintegy 45 000 résztvevő megtámadta az egészségügyi biztosokat, a vármegyei hivatalnokokat és a földesurakat, de alkalomadtán a papokat és a zsidókat is elérte a népharag. Számos kúriát és kastélyt rohantak le és dúltak fel. (A halálos áldozatok pontos száma nem ismert, körülbelül 13-15 fő lehetett.) A mozgalom más területekre nem terjedt át, de több megyében – elsősorban a románok lakta partiumi és a szerb többségű Délvidéken, de a magyar Dunántúlon is – feszültté vált a helyzet.

## Következmények

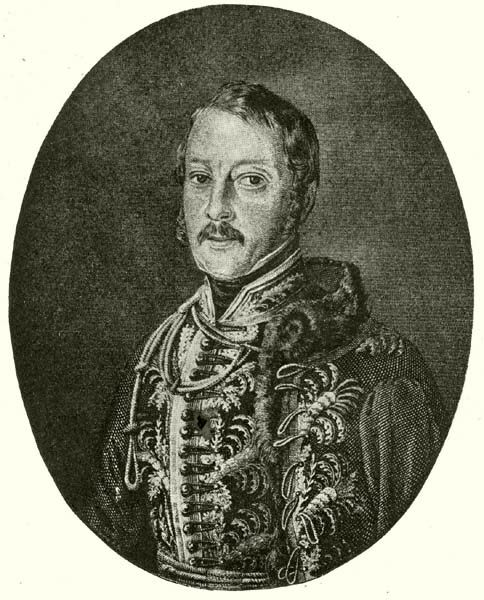
A felkelés leverője, ifjabb Eötvös Ignác báró királyi biztos (Ehrenreich Sándor Ádám metszete)

A megtorlás nem sokat váratott magára: a teljhatalmú királyi biztossá kinevezett Eötvös Ignác sárosi főispán vezetése alatt a sárosi nemesi felkeléssel megerősített hadsereg 52 századnyi katonaság bevetésével augusztus végére felszámolta a felkelést. A novemberben felfüggesztett statárium időszaka alatt 119 felkelőt végeztek ki, ezt követően pedig még közel négyezer részvevőt börtönöztek be vagy sújtottak testi fenyítéssel. A gyors és határozott fellépés a többi vidék paraszti mozgolódását is elcsitította.
Bár a felkelők jórészt a nem magyarok közül kerültek ki, a kutatások szerint a lázadásban nem volt különösebb szerepük a nemzetiségi ellentéteknek. A felkelés révén a reformkor számos haladó szellemű politikusa felismerte: a jobbágyság létezése milyen súlyos veszélyt rejt magában, és hogy megszüntetése már csak emiatt is célszerű lenne.

## Emlékezete

### Magyarországon
Jókai Szomorú napok (1848–1856) című romantikus regénye teljes egészében a kolerafelkelésről szól. Tesz néhány utalást arra, hogy egyes nemesurak keménykezűsége is szerepet játszott a népharag kitörésében, de a felkelés okát elsősorban a paraszti lakosság tanulatlanságában és hiszékenységében, illetve az azt kihasználó pánszláv „izgatók” tevékenységében látja. És mégis mozog a föld! (1872) című regényének Correctura fejezetében szó esik a zempléni, abaúji „pórlázadásról”, illetve arról is, hogy a kolerajárvány miatt csak Barkó Pál volt jelen Jenőy Kálmánnal a krónikások 12 évvel korábban Pestre megbeszélt találkozóján.

### Szlovákiában

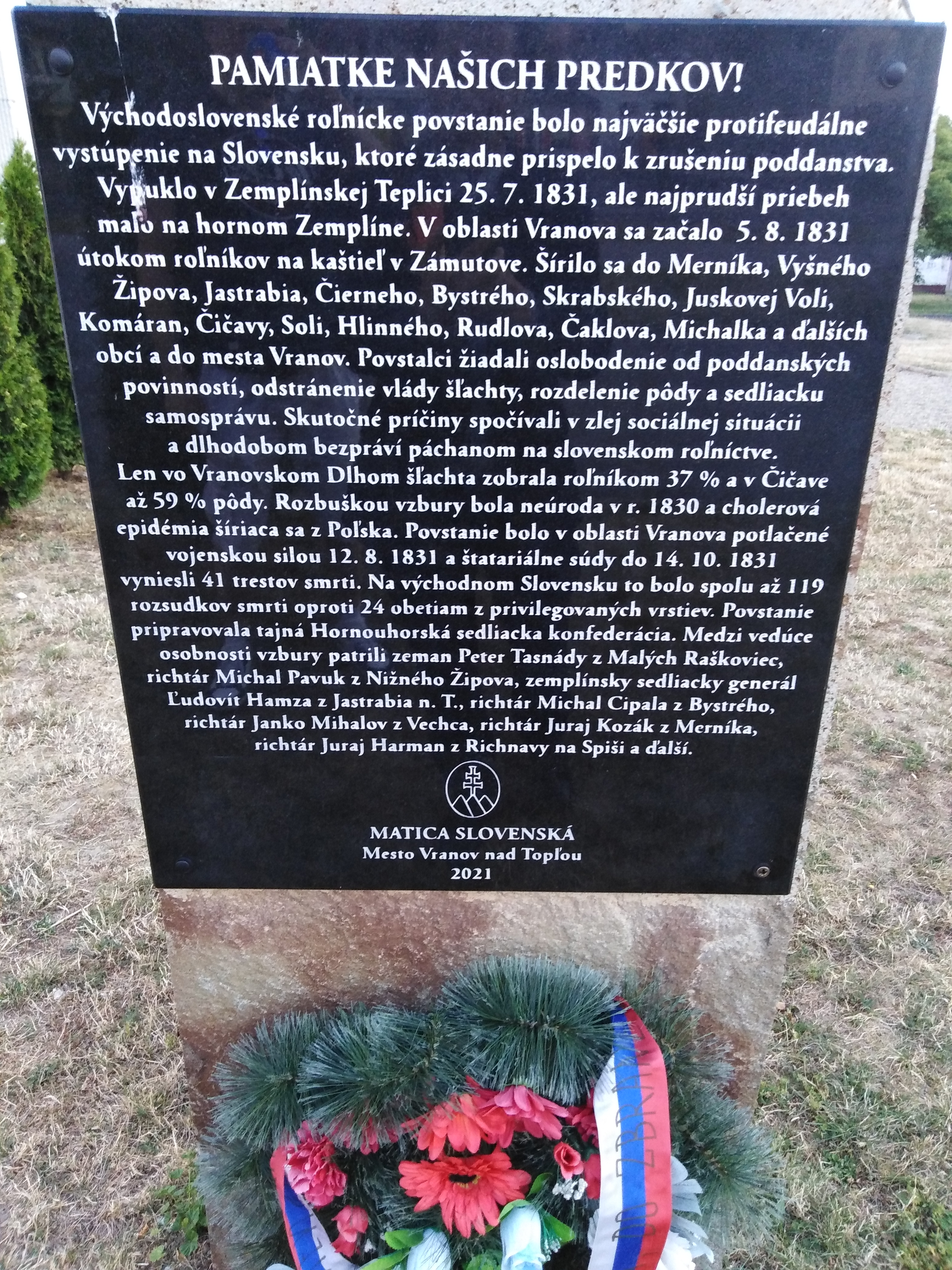
A kelet-szlovákiai parasztfelkelés emléktáblája Varannón

Szlovákiában a kolerafelkelést általában kelet-szlovák paraszfelkelésként (východoslovenské roľnícke povstanie) nevezik. A lázadásnak 1938-ban emlékművet (Jozef Pospíšil szlovák szobrász és Čeněk Vořech cseh építész munkája) állítottak a hajdani Sáros vármegyei Eperjesenyickén (Haniska, Szlovákia Eperjesi kerületének Eperjesi járásában), a Furča-dombon. A zempléni Varannón (Vranov nad Topľou, Eperjesi kerület, Varannói járás) 2011-ben a Matica slovenská állított emléktáblát a felkelőknek.